# Миноносцы типа 1941
Миноносцы типа 1941 (проект «Флотский миноносец 1941», нем. Flottentorpedoboote 1941) — тип миноносцев, строившихся в годы Второй мировой войны для ВМС Германии (кригсмарине) на верфи Schichau в г. Эльбинг.
Всего планировалась постройка 15 единиц (Т-37—Т-51), но заложено было 14 — заказ на Т-51 аннулировали, а спущено на воду только 9 (Т-37—Т-45). Корабли не были достроены, к концу войны находились в разной степени готовности (Т-37 — 96,5 %, остальные — от 35 до 84 %). Часть кораблей была взорвана во избежание захвата противником, часть была захвачена западными союзниками в Киле и Бремерхафене, затоплены после войны.

## Список миноносцев типа[1]
| Название | Верфь-строитель       | Дата закладки                 | Дата спуска на воду          | Дата вступления в состав флота | Дата вывода из состава флота/гибели | Судьба |
| -------- | --------------------- | ----------------------------- | ---------------------------- | ------------------------------ | ----------------------------------- | --- |
| Т-37     | F. Schichau (Эльбинг) | между 26.07. и 10.10.1943     | между 19.02. и 19.04.1944    | -                              | -                                   | Не достроен (готовность в январе 1945 года — 96,5 %), захвачен союзниками в Бремерхафене, в 1946 году затоплен |
| Т-38     | F. Schichau (Эльбинг) | 11.10.1943                    | между 19.04. и 19.06.1944    | -                              | -                                   | Не достроен (готовность — 84 %), захвачен союзниками в Киле, в 1946 году затоплен в Скагерраке                 |
| Т-39     | F. Schichau (Эльбинг) | между 10.10.1943 и 19.02.1944 | между 19.04. и 19.06.1944    | -                              | -                                   | Не достроен (готовность — 76 %), захвачен союзниками в Киле, в 1946 году затоплен в Скагерраке                 |
| Т-40     | F. Schichau (Эльбинг) | между 10.10.1943 и 19.02.1944 | между 7.08.1944 и 25.10.1944 | -                              | -                                   | Не достроен (готовность — 70 %), при попытке буксировки в Эккенферде затоплен                                  |
| Т-41     | F. Schichau (Эльбинг) | 1944                          | -                            | -                              | -                                   | Не достроен (готовность — 66,5 %), взорван при эвакуации Эльбинга                                              |
| Т-42     | F. Schichau (Эльбинг) | 1944                          | -                            | -                              | -                                   | Не достроен (готовность — 58,5 %), взорван при эвакуации Эльбинга                                              |
| Т-43     | F. Schichau (Эльбинг) | 1944                          | -                            | -                              | -                                   | Не достроен (готовность — 40 %), взорван при эвакуации Эльбинга                                                |
| Т-44     | F. Schichau (Эльбинг) | 1944                          | -                            | -                              | -                                   | Не достроен (готовность — 35 %), взорван при эвакуации Эльбинга                                                |
| Т-45     | F. Schichau (Эльбинг) | 1944                          | -                            | -                              | -                                   | Не достроен, взорван при эвакуации Эльбинга                                                                    |
| Т-46     | F. Schichau (Эльбинг) | 1944                          | -                            | -                              | -                                   | Не достроен, взорван при эвакуации Эльбинга                                                                    |
| Т-47     | F. Schichau (Эльбинг) | 1944                          | -                            | -                              | -                                   | Не достроен, взорван при эвакуации Эльбинга                                                                    |
| Т-48     | F. Schichau (Эльбинг) | 1944                          | -                            | -                              | -                                   | Не достроен, взорван при эвакуации Эльбинга                                                                    |
| Т-49     | F. Schichau (Эльбинг) | 1944                          | -                            | -                              | -                                   | Не достроен, взорван при эвакуации Эльбинга                                                                    |
| Т-50     | F. Schichau (Эльбинг) | 1944                          | -                            | -                              | -                                   | Не достроен, взорван при эвакуации Эльбинга                                                                    |
| Т-51     | F. Schichau (Эльбинг) | -                             | -                            | -                              | -                                   | Заказ на постройку аннулирован                                                                                 |